# Wincenty Gostkowski
Wincenty Gostkowski (ur. 29 marca 1807 w Grzymkach, zm. 29 października 1884 w Genewie) – polski prawnik, przedsiębiorca oraz zegarmistrz, współpracownik polskiego przedsiębiorcy i zegarmistrza Antoniego Patka oraz Adriena Philippea z firmy Patek Philippe & Co.

## Życiorys
Gostkowski urodził się w 1807 roku w Księstwie Warszawskim w miejscowości Grzymki w obecnym województwie podlaskim. Po upadku powstania listopadowego w 1831 roku udał się na emigrację do Francji i zamieszkał w Paryżu. Na zaproszenie Antoniego Patka przyjechał do Szwajcarii gdzie stał się głównym finansistą jego biznesowej działalności w Genewie, który w roku 1851 założył pierwszą firmę przemysłowo produkującą zegarki o nazwie Patek Philippe & Co. Gostkowski zgromadził kapitał założycielski w wysokości 40 tys. franków, który umożliwił rozpoczęcie działalności spółki Patek–Phillippe .
30 czerwca 1847, w wieku lat 40 ożenił się z francuską Marie-Antoinette de Rabaudy pochodzącej z francuskiego miasta Brest. Świadkami na jego ślubie byli Antoni Norbert de Patek oraz Jean Adrien Philippe. Miał dwóch synów, z których jeden Wawrzyniec był również zegarmistrzem .
Wincenty Gostkowski odszedł z firmy Patek Philippe & Co. 21 stycznia 1876 i założył własną firmę . Zmarł w Genewie w 1884, a jego żona Marie-Antoinette przeżyła go 24 lata .